# Linoclostis brachyloga
Linoclostis brachyloga är en fjärilsart som beskrevs av Edward Meyrick 1917. Linoclostis brachyloga ingår i släktet Linoclostis och familjen plattmalar. Inga underarter finns listade i Catalogue of Life.